# Grand Prix Formule 1 van België 1993
De Grand Prix Formule 1 van België 1993 werd gehouden op 29 augustus 1993 op Spa-Francorchamps.

## Uitslag
| Pos. | Nr. | Coureur              | Constructeur          | Rondes | Tijd / Oorzaak uitval | Grid | Punten |
| ---- | --- | -------------------- | --------------------- | ------ | --------------------- | ---- | ------ |
| 1    | 0   | Damon Hill           | Williams-Renault      | 44     | 1:24:32.124           | 2    | 10     |
| 2    | 5   | Michael Schumacher   | Benetton-Ford         | 44     | +3.668                | 3    | 6      |
| 3    | 2   | Alain Prost          | Williams-Renault      | 44     | +14.988               | 1    | 4      |
| 4    | 8   | Ayrton Senna         | McLaren-Ford          | 44     | +1:39.763             | 5    | 3      |
| 5    | 12  | Johnny Herbert       | Lotus-Ford            | 43     | +1 Ronde              | 10   | 2      |
| 6    | 6   | Riccardo Patrese     | Benetton-Ford         | 43     | +1 Ronde              | 8    | 1      |
| 7    | 25  | Martin Brundle       | Ligier-Renault        | 43     | +1 Ronde              | 11   |        |
| 8    | 7   | Michael Andretti     | McLaren-Ford          | 43     | +1 Ronde              | 14   |        |
| 9    | 30  | Jyrki Järvilehto     | Sauber                | 43     | +1 Ronde              | 9    |        |
| 10   | 28  | Gerhard Berger       | Ferrari               | 42     | Botsing               | 16   |        |
| 11   | 26  | Mark Blundell        | Ligier-Renault        | 42     | Botsing               | 15   |        |
| 12   | 19  | Philippe Alliot      | Larrousse-Lamborghini | 42     | +2 Rondes             | 18   |        |
| 13   | 22  | Luca Badoer          | Lola-Ferrari          | 42     | +2 Rondes             | 24   |        |
| 14   | 21  | Michele Alboreto     | Lola-Ferrari          | 41     | +3 Rondes             | 25   |        |
| 15   | 3   | Ukyo Katayama        | Tyrrell-Yamaha        | 40     | +4 Rondes             | 23   |        |
| DNF  | 20  | Érik Comas           | Larrousse-Lamborghini | 37     | Brandstofpomp         | 19   |        |
| DNF  | 9   | Derek Warwick        | Arrows-Mugen-Honda    | 28     | Motor                 | 7    |        |
| DNF  | 29  | Karl Wendlinger      | Sauber                | 27     | Motor                 | 12   |        |
| DNF  | 4   | Andrea de Cesaris    | Tyrrell-Yamaha        | 24     | Motor                 | 17   |        |
| DNF  | 23  | Christian Fittipaldi | Minardi-Ford          | 15     | Spin                  | 22   |        |
| DNF  | 24  | Pierluigi Martini    | Minardi-Ford          | 15     | Spin                  | 21   |        |
| DNF  | 10  | Aguri Suzuki         | Arrows-Mugen-Honda    | 14     | Versnellingsbak       | 6    |        |
| DNF  | 14  | Rubens Barrichello   | Jordan-Hart           | 11     | Wiellager             | 13   |        |
| DNF  | 27  | Jean Alesi           | Ferrari               | 4      | Ophanging             | 4    |        |
| DNF  | 15  | Thierry Boutsen      | Jordan-Hart           | 0      | Versnellingsbak       | 20   |        |

## Wetenswaardigheden
- Lotus scoorde voor het laatst punten.
- Alessandro Zanardi trok zich terug uit de race na een ongeluk op vrijdag.
- Thierry Boutsen reed zijn laatste race.

## Statistieken
| Pole-position | Alain Prost | Williams-Renault | 1:47.571 |
| Snelste ronde | Alain Prost | Williams-Renault | 1:51.095 |

1925 · 1930 · 1931 · 1933 · 1934 · 1935 · 1937 · 1939 · 1947 · 1949 · 1950 · 1951 · 1952 · 1953 · 1954 · 1955 · 1956 · 1958 · 1960 · 1961 · 1962 · 1963 · 1964 · 1965 · 1966 · 1967 · 1968 · 1970 · 1972 · 1973 · 1974 · 1975 · 1976 · 1977 · 1978 · 1979 · 1980 · 1981 · 1982 · 1983 · 1984 · 1985 · 1986 · 1987 · 1988 · 1989 · 1990 · 1991 · 1992 · 1993 · 1994 · 1995 · 1996 · 1997 · 1998 · 1999 · 2000 · 2001 · 2002 · 2004 · 2005 · 2007 · 2008 · 2009 · 2010 · 2011 · 2012 · 2013 · 2014 · 2015 · 2016 · 2017 · 2018 · 2019 · 2020 · 2021 · 2022 · 2023 · 2024 · 2025 · 2026 · 2027 · 2029 · 2031